# Комплекс пожарного депо (Смоленск)
Ко́мплекс пожа́рного депо́ в Смоле́нске — памятник архитектуры, объект культурного наследия народов РФ регионального значения.

## Местонахождение, внешний вид и история
Комплекс зданий пожарного депо, находится во дворе бывшей Смоленской городской думы, по адресу: ул. Глинки, 2-а и 2-б.
Комплекс пожарного депо состоит из двух зданий: каланчи и каретного выезда. Оба здания — представители кирпичного стиля, в котором имеются признаки классицизма. Стены не оштукатурены, кирпичные.
Каланча насчитывает четыре этажа, ранее, возможно, имела надстройку со смотровой площадкой. Стены увенчаны фронтонами, разделены между вторым и третьим этажами промежуточным карнизом. Верх фасада каланчи трёхносный. Все окна здания прямоугольные, вертикальные, равной величины (кроме чердачного, почти квадратного).
Каретный выезд представляет собой сильно вытянутое вглубь двора двухэтажное здание с прямоугольным планом. Этажи разделяет подоконный пояс с лежачими нишами. На нижнем этаже такие же окна перемежаются большими въездными проёмами (в настоящее время заделаны до размеров обычных входных дверей в подъезд). В верхней части фасада выступают три одинаковых двухосных ризалита с круглыми чердачными окнами.
Здания построены в начале XX века.